# Nowa Ruda
Nowa Ruda (alemão Neurode) é um município da Polônia, na voivodia da Baixa Silésia e no condado de Kłodzko. Estende-se por uma área de 37,05 km², com 22 246 habitantes, segundo os censos de 2019, com uma densidade de 612,6 hab/km².